# 硫氧化物
硫氧化物是由硫和氧组成的化合物，如：SO, SO2, SO3, S7O2, S6O2, S2O2，等等。
硫氧化物(SOx)可代表以下所有化合物: 
- 低氧化硫 (SnO, S7O2 和 S6O2)
- 一氧化硫 (SO)
- 二氧化硫 (SO2)
- 三氧化硫 (SO3)
- 硫的高价氧化物 (SO3 和 SO4)
- 一氧化二硫 (S2O)
- 二氧化二硫 (S2O2)

|  | 这个同类索引页列出了具有相同或相似标题的化学条目。 除非您是有意链接至本页，否则应将相应条目的内部链接指向正确的条目。 |